# Headstrong (chanson)
Pour les articles homonymes, voir Headstrong.
Pistes de Headstrong
We'll Be Together Suddenly
Headstrong est une chanson issue de l'album d'Ashley Tisdale portant le même nom, Headstrong, et qui est sorti en 2007 sur Radio Disney.

## Informations
Cette chanson présente des similitudes avec la chanson Hollaback Girl de Gwen Stefani. Quand le single He Said She Said est sorti en décembre 2006, Headstrong était censé être le deuxième single et We'll Be Together le troisième. Mais l'ordre fut changé en faveur de Be Good to Me, qui sortit en tant que premier single. Headstrong et We'll Be Together ne furent donc jamais publiés en tant que single.

## Crédits et personnels
- Chant: Ashley Tisdale